# Deferasirox
El Deferasirox (comercializado como Exjade, Desirox, Defrijet, Desifer, Rasiroxpine y Jadenu) es un quelante oral de hierro. Se usa principalmente para reducir la sobrecarga crónica de hierro en pacientes que reciben transfusiones de sangre a largo plazo por afecciones como la beta-talasemia y otras anemias crónicas. Es el primer medicamento oral aprobado en los Estados Unidos para este propósito.

## Síntesis
El Deferasirox puede prepararse a partir de materiales de partida simples disponibles comercialmente (ácido salicílico, salicilamida y ácido 4-hidrazinobenzoico) en la siguiente secuencia sintética de dos pasos:

La condensación de cloruro de saliciloilo (formado in situ a partir de ácido salicílico y cloruro de tionilo) con salicilamida en condiciones de reacción deshidratantes da como resultado la formación de 2- (2-hidroxifenil) -1,3 (4H) -benzoxazin-4-ona. Este intermedio se aísla y se hace reaccionar con ácido 4-hidrazinobenzoico en presencia de base para dar ácido 4- (3,5-bis (2-hidroxifenil) -1,2,4-triazol-1-il) benzoico (Deferasirox).